# Il mondo che vogliamo
Il mondo che vogliamo (Handeln statt Hoffen) è un libro del 2019 scritto da Carola Rackete con il contributo di Anne Weiss.
Il libro "è un appello (...) a cambiare stile di vita e a fare qualcosa per contrastare il cambiamento climatico".
I proventi del libro sono devoluti all'associazione Borderline Europe, che lotta per i diritti dei rifugiati.

## Edizioni
- (DE) Carola Rackete, Handeln statt hoffen: Aufruf an die letzte Generation, Droemer, 2019, ISBN 342627826X.
- Carola Rackete, Il mondo che vogliamo - Appello all'ultima generazione, traduzione di Chiara Ujka, Paola Rumi, Stefano Beretta, Garzanti, 2019.
- (ES) Carola Rackete, Es hora de actuar: Un llamamiento para combatir la catástrofe climática, traduzione di María José Viejo Pérez, Carola Rackete, 2020, ISBN 8449336759.
- (NL) Carola Rackete, Tijd voor actie: hoe we onze planeet kunnen redden, Uitgeverij Pluim, 2020.